# The Sin and the Sentence
The Sin and the Sentence – ósmy album studyjny amerykańskiej grupy Trivium, wykonującej heavy metal, wydany 20 października 2017 przez wytwórnię Roadrunner.

## Lista utworów
| Nr  | Tytuł utworu               | Długość |
| --- | -------------------------- | ------- |
| 1.  | „The Sin and the Sentence” | 6:23    |
| 2.  | „Beyond Oblivion”          | 5:16    |
| 3.  | „Other Worlds”             | 4:49    |
| 4.  | „The Heart from Your Hate” | 4:03    |
| 5.  | „Betrayer”                 | 5:27    |
| 6.  | „The Wretchedness Inside”  | 5:31    |
| 7.  | „Endless Night”            | 3:38    |
| 8.  | „Sever the Hand”           | 5:25    |
| 9.  | „Beauty in the Sorrow”     | 4:31    |
| 10. | „The Revanchist”           | 7:17    |
| 11. | „Thrown Into the Fire”     | 5:29    |
|     |                            | 57:49   |